# Tupurlajärvi
Tupurlajärvi eller Tupurlanjärvi är en sjö i Finland. Den ligger i kommunen Sastamala i landskapet Birkaland, i den sydvästra delen av landet, 180 km nordväst om huvudstaden Helsingfors. Tupurlajärvi ligger 57,5 meter över havet. I omgivningarna runt Tupurlajärvi växer i huvudsak blandskog. Arean är 1,31 kvadratkilometer och strandlinjen är 9,66 kilometer lång. Sjön  ingår i Kumo älvs huvudavrinningsområde. 